# Krigsåret 1853

## Pågående krig
- Andra anglo-burmesiska kriget (1852-1853)[1]
  - Brittiska imperiet på ena sidan.
  - Kungariket Ava på andra sidan.

- Kaukasiska kriget (1817-1864)
  - Imanatet Kaukasus på ena sidan
  - Ryssland på andra sidan

- Krimkriget (1853 - 1856)[2]
  - Osmanska riket, Frankrike, Storbritannien och Sardinien på ena sidan.
  - Ryssland på andra sidan.

- Nyzeeländska krigen (1845-1872)
  - Brittiska imperiet på ena sidan.
  - Maori på andra sidan.

## Händelser

### Mars
- 28 - Krimkriget bryter ut.

### November

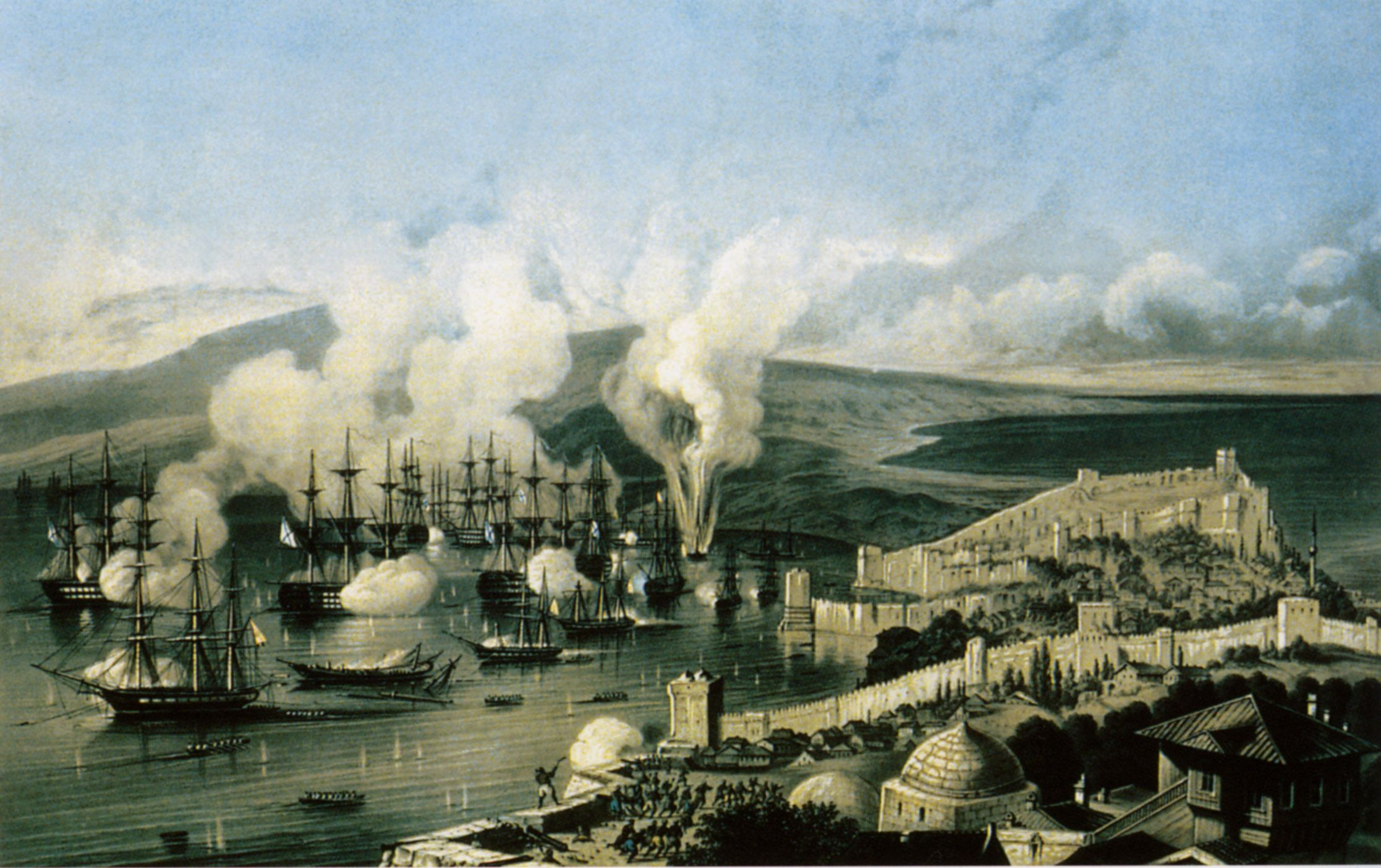
Slaget om Sinop.

- 1 - Slaget om Sinop.

### Fotnoter
1. ↑  ”WHKMLA”. http://www.zum.de/whkmla/military/19cen/burmesewar2.html. Läst 30 juni 2011.
2. ↑  ”World Statesmen”. http://www.worldstatesmen.org/WARS.html. Läst 28 juni 2011.